# Jennifer Winget
Jennifer Winget (nacida el 30 de mayo de 1985) es una actriz india. Ella es conocida por sus papeles en Kasautii Zindagii Kay, Dill Mill Gayye, Saraswatichandra y Beyhadh. Actualmente, está representando al personaje de Zoya Siddiqui en Bepannah de Colors TV.

## Carrera
Comenzó su carrera a la edad de 12 años como actriz infantil en la película Raja Ko Rani Se Pyar Ho Gaya, y luego apareció como una actriz infantil en la película india Kuch Naa Kaho a la edad de 14 años. Más tarde, como adulta, pasó a trabajar en varios programas de televisión de la India.
Ella ganó los Indian Television Academy Awards for Best Actress Critics por su papel en Saraswatichandra. Winget trabajó en el thriller romántico de Sony TV Beyhadh donde actuó en el papel negativo de Maya Mehrotra. Winget está trabajando actualmente en Bepannah de Colors TV como Zoya Siddiqui.

## Vida personal
Winget es la hija de una madre Punjabi y un padre cristiano de Maharashtra, y a menudo se la confunde con una occidental debido a su nombre de origen occidental. Winget se casó con Karan Singh Grover el 9 de abril de 2012. En noviembre de 2014, Winget declaró que ella y Grover se habían separado, se rumorea que hubo infidelidad por parte del actor pero nada ha sido confirmado, ya que meses después el millonario indio se lo vio con otra muchacha .
Winget,estuvo vinculada a un rumor de romance con su compañero de Saraswatichandra, Gautam Rode. Pero nada ha sido desmentido por parte de los actores. 
Está viviendo en Mombay actualmente y declaró en medios que está soltera disfrutando de sus trabajos televisivos y publicitarios.

## En los medios
El periódico con sede en el Reino Unido Eastern Eye la colocó en su lista de las 50 mujeres asiáticas más atractivas en 2012. En 2013, fue incluida en esta lista por Eastern Eye una vez más, esta vez en la decimoquinta posición. Winget también fue incluida en la lista de las 10 mejores actrices de televisión por Rediff. Luego fue incluida entre las 35 actrices más guapas de la televisión india por Mens XP. En 2018, ocupó el primer lugar en la lista de las 20 mujeres más deseadas en la lista de la televisión india en The Times of India.

## Filmografía

### Televisión
| Año  | Título                       | Rol                 | Referencia |
| ---- | ---------------------------- | ------------------- | ---------- |
| 2001 | Kkusum                       | Simran              | [ 1 ]      |
| 2003 | Kkoi Dil Mein Hai            | Preeti              | [ 2 ]      |
| 2003 | Shaka Laka Boom Boom         | Piya                | [ 1 ]      |
| 2004 | Karthika                     | Karthika            | [ 3 ]      |
| 2005 | Kasautii Zindagii Kay        | Sneha Bajaj         | [ 4 ]      |
| 2006 | Kyaa Hoga Nimmo Kaa          | Natasha             | [ 5 ]      |
| 2006 | Sangam                       | Ganga Bhatia        | [ 6 ]      |
| 2007 | Kahin To Hoga                | Svetlana            | [ 1 ]      |
| 2009 | Dekh India Dekh              | Anfitriona          | [ 7 ]      |
| 2009 | Laughter Ke Phatke           | Anfitriona          | [ 8 ]      |
| 2009 | Comedy Circus 3              | Concursante         | [ 9 ]      |
| 2009 | Zara Nach Ke Dikha 2         | Anfitriona          | [ 10 ]     |
| 2009 | Perfect Bride                | Finalista           | [ 11 ]     |
| 2009 | Dill Mill Gayye              | Dra. Riddhima Gupta | [ 12 ]     |
| 2011 | Zor Ka Jhatka: Total Wipeout | Concursante         | [ 13 ]     |
| 2011 | Comedy Ka Maha Muqabala      | Anfitriona          | [ 14 ]     |
| 2011 | Nachle Ve with Saroj Khan    | Anfitriona          | [ 15 ]     |
| 2012 | Teri Meri Love Stories       | Neeti               | [ 16 ]     |
| 2013 | Saraswatichandra             | Kumud Desai         | [ 17 ]     |
| 2016 | Beyhadh                      | Maya Mehrotra       | [ 18 ]     |
| 2018 | Bepannaah                    | Zoya Siddiqui       |            |

### Películas
| Año  | Título                       | Rol                | Referencia |
| ---- | ---------------------------- | ------------------ | ---------- |
| 1995 | Akele Hum Akele Tum          | Jovencita          |            |
| 1997 | Raja Ki Aayegi Baraat        | Niña de la escuela |            |
| 2000 | Raja Ko Rani Se Pyar Ho Gaya | Tanu               | [ 19 ]     |
| 2003 | Kuch Naa Kaho                | Pooja              | [ 20 ]     |

### Web
| Año  | Título     | Rol          | Referencia |
| ---- | ---------- | ------------ | ---------- |
| 2018 | Phir Se... | Kajal Kapoor | [ 21 ]     |

## Premios
| Año  | Premio                              | Nominación       | Categoría                           | Referencia |
| ---- | ----------------------------------- | ---------------- | ----------------------------------- | ---------- |
| 2013 | Gold Awards                         |                  | Most Fit Actress                    | [ 22 ]     |
| 2013 | Indian Television Academy Awards    | Saraswatichandra | Best Actress (Jury)                 | [ 23 ]     |
| 2017 | HT Most Stylish Awards              |                  | Most Stylish TV Personality         | [ 24 ]     |
| 2017 | Lions Gold Awards                   | Beyhadh          | Best Actress (Jury)                 | [ 25 ]     |
| 2017 | Indian Television Academy Awards    | Beyhadh          | Best Actress (Jury)                 | [ 26 ]     |
| 2018 | Dada Saheb Phalke Excellence Awards |                  | Best Actress (Drama)                | [ 27 ]     |
| 2018 | Indian Leaders Affair Awards        |                  | Most Promising Versatile TV Actress | [ 28 ]     |
| 2018 | Gold Awards                         | Bepannaah        | Best Actress (Jury)                 | [ 29 ]     |